# ナルバダゾウ
ナルバダゾウ (Palaeoloxodon namadicus)、またはナマディクスゾウは、パレオロクソドンに属する化石種のゾウであり、他の化石長鼻目の大型種やパラケラテリウムなどと共に地球史上最大の陸棲哺乳類の一種とも推測されている。
中期更新世（チバニアン）から後期更新世にかけてのインド亜大陸を中心としたユーラシア大陸に分布していたとされるが、研究者によっては本種はナウマンゾウに近縁であり、日本列島から発見されてきた長鼻目の化石にも本種が含まれているとされる場合もある。

## 分類

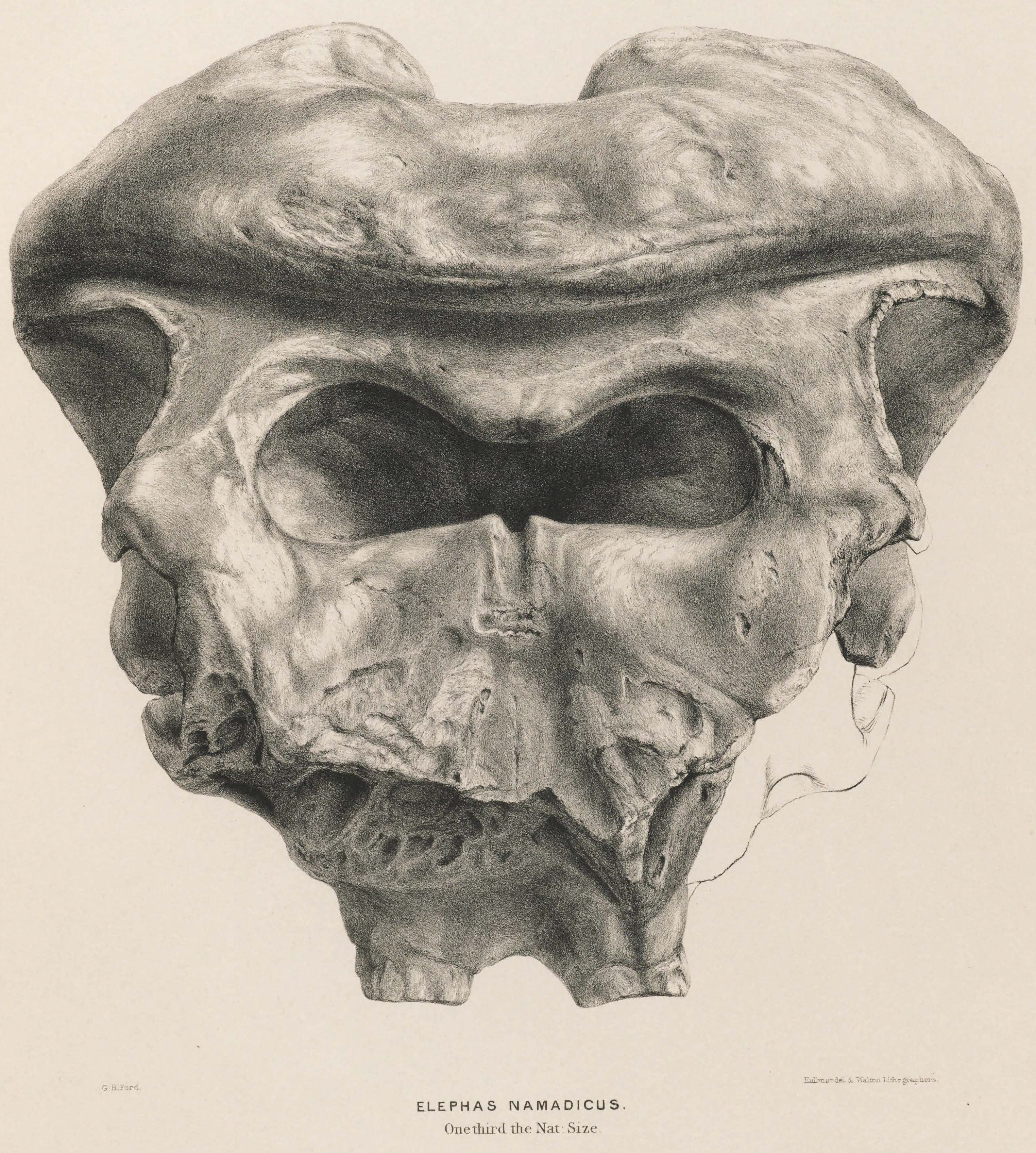
1847年に報告された頭骨のスケッチ。

1846年にヒュー・ファルコナーとプロビー・トマス・コートレーにより記載された。種小名の namadicus は、模式産地にあるナルマダー川の異名（Namadus of Ptolemy）に由来する。
かつてはアンティクースゾウと頭蓋骨が類似していることから同一種とみなされていた。しかしながら、頭蓋骨上部の大きな隆起、四肢の骨の長大さ、眼窩後方の眼窩下領域に独自の陥没があることから、本種を別種（亜種）または子孫とみなした見解が現在では有力視される。
上記の通り、本種の分類にはナウマンゾウの近縁と見なされてきた歴史があり、本種自体も日本列島に分布していたとする指摘も存在している。また、奈良県の正倉院に所蔵されている宝物の「五色龍歯（ごしきりゅうし）」も、当初はナウマンゾウの臼歯の化石とされてきたが、後年の研究ではナルバダゾウに再分類される場合がある。

## 特徴

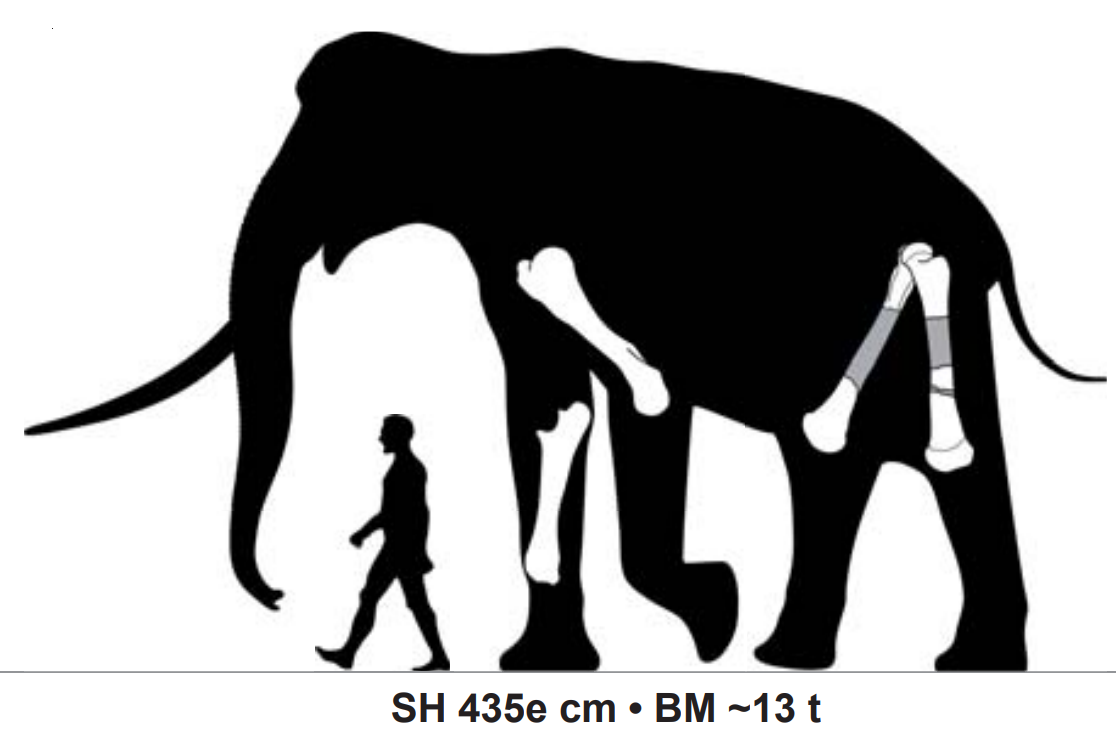
ララメンディの調査に基づいた大きさの個体（推定肩高4.35メートル、推定体重13トン）と人間との大きさ比較。

2015年のアシエル・ララメンディの研究によると、肩高は4.35メートルに達すると推測された。1834年に報告された大腿骨の断片から、大腿骨の長さは1.9メートル、肩高は5.2メートル、体重は22トンに達すると推測され、他の大型種の化石長鼻目やパラケラテリウムなどと並ぶ地球史上最大級の陸生哺乳類（メガファウナ）の1種として認識されている。しかし、当該標本の収蔵場所が判明していないことも相まって、ララメンディ自身もこの推測値に関しては「あくまで慎重に扱うべきである」とコメントしており、他の研究においても単一の骨からの体全体の大きさの推測の正確性は疑問視されている。
分布はインドのガンジス川流域を中心に、日本列島を含む他のアジアにも生息していた可能性もある。主な生息環境は平野や湿地帯であり、同時期に生息した現代のアジアゾウの祖先（アジアゾウ属）と共存していたとされている。

## 絶滅
ナルバダゾウは後期更新世に絶滅したと考えられており、インド亜大陸では「第四紀の大量絶滅」の一環として本種を含めた複数のメガファウナが同時期に絶滅しており、他には（ナルバダゾウと種小名が共通している）同じく大型の長鼻目であるステゴドンの一種（Stegodon namadicus）および大型のウマ科の Equus namadicus、カバの化石属のヘクサプロトドン、ダチョウなどがこの時期にインド亜大陸から消え去った。
ナルバダゾウの絶滅の厳密な原因は（化石の年代の特定が進んでいないことからも）把握されていない。約5万年前以降に絶滅したと考えられており、いくつかの標本は約2万5000年前のものと仮定されていることから、時期的にも当時に拡散してきた人類との接触が絶滅に何らかの影響を及ぼした可能性もあるが、2024年の時点ではナルバダゾウと人類が接触していたことを示唆させる痕跡は未だ発見されていない。

## 関連画像

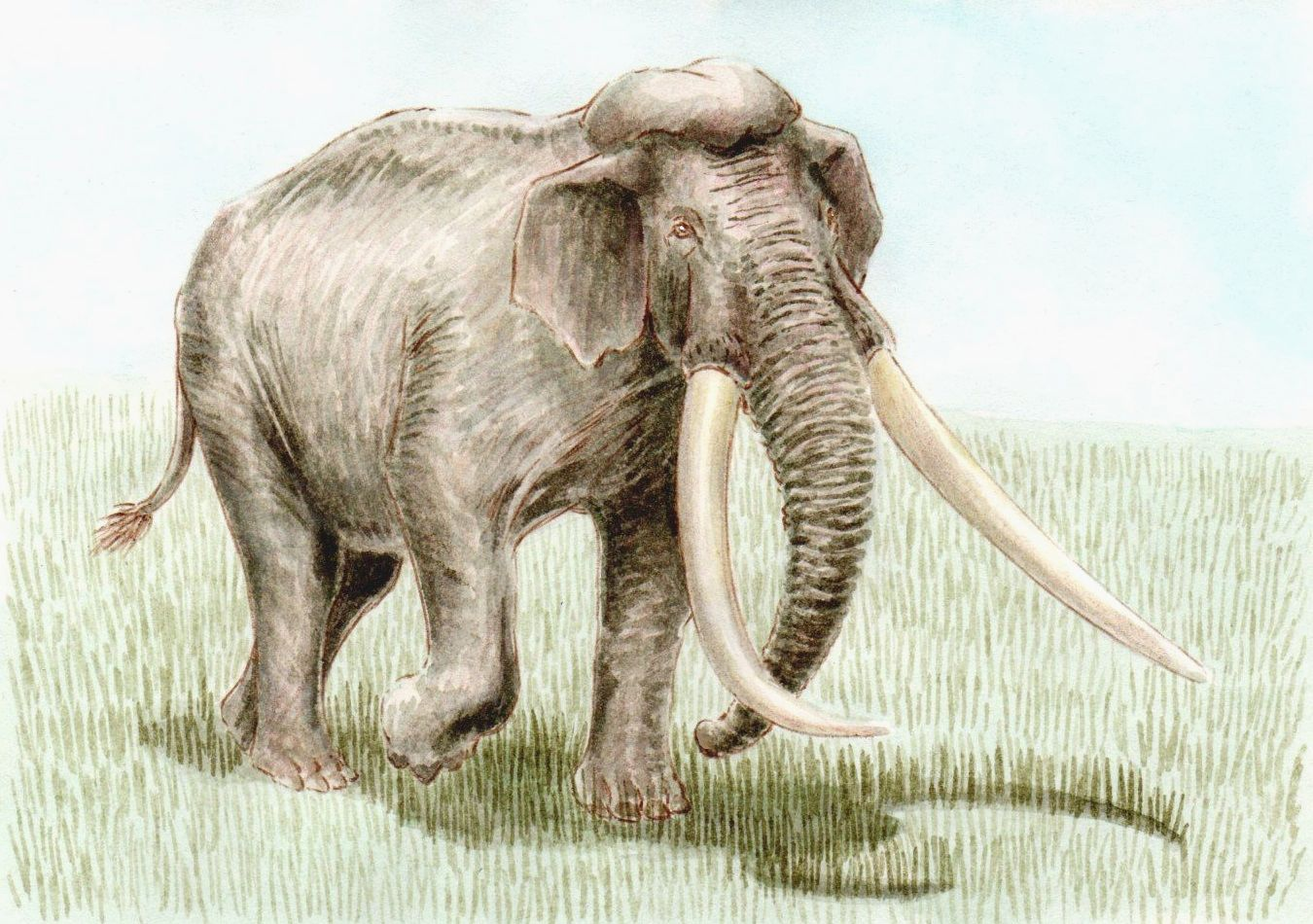
ナルバダゾウの復元想像図。
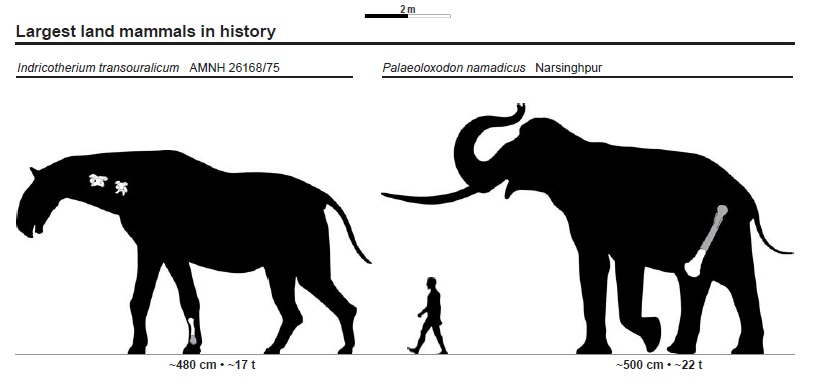
肩高5メートル、体重22トンという推定に基づいたナルバダゾウとパラケラテリウムの大きさの比較。
本種とアンティクースゾウ（英語版）とレッキゾウの大きさの比較。
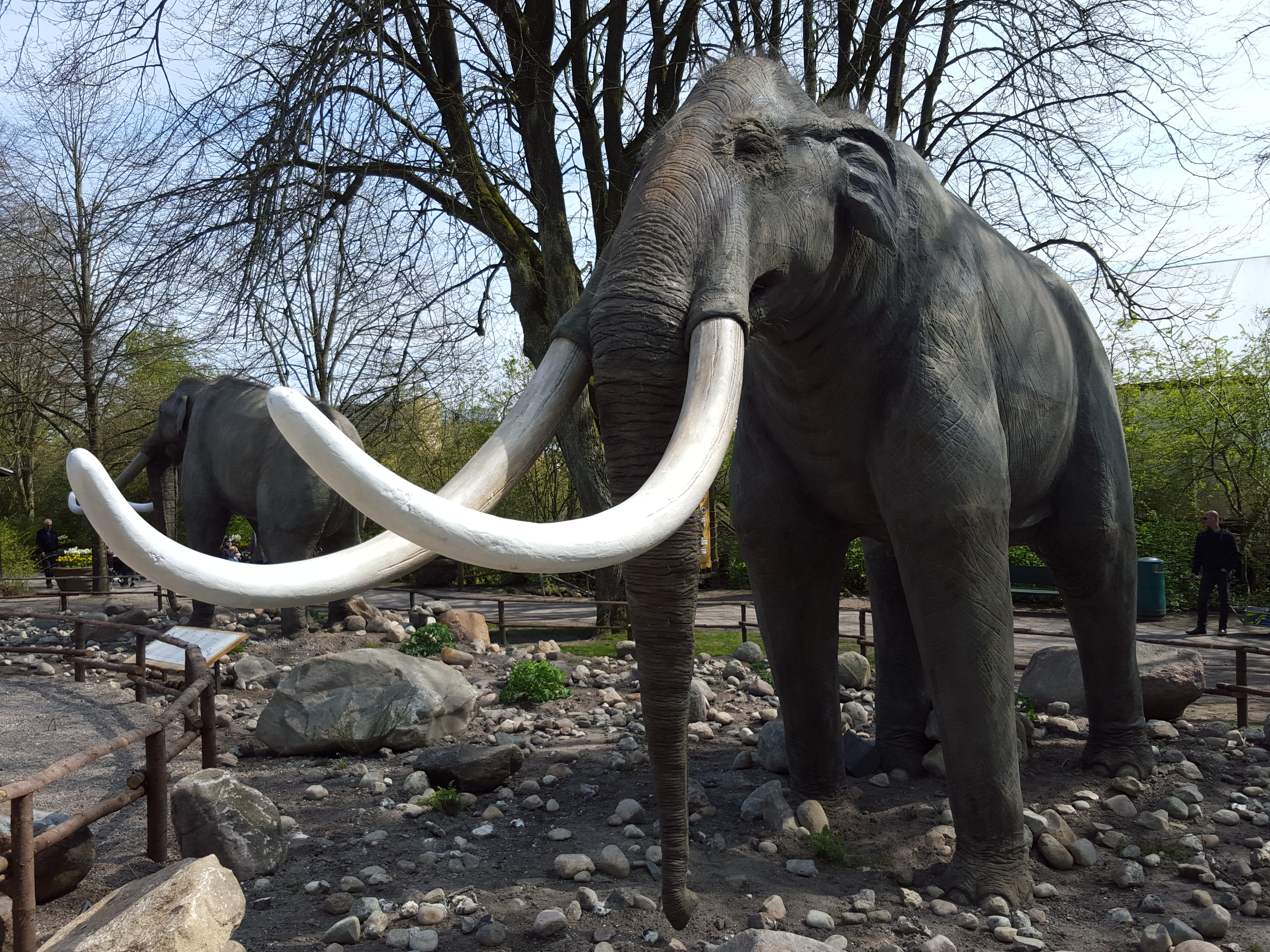
デンマークのオールボー動物園（英語版）に展示されている模型。